# 力 (タロット)

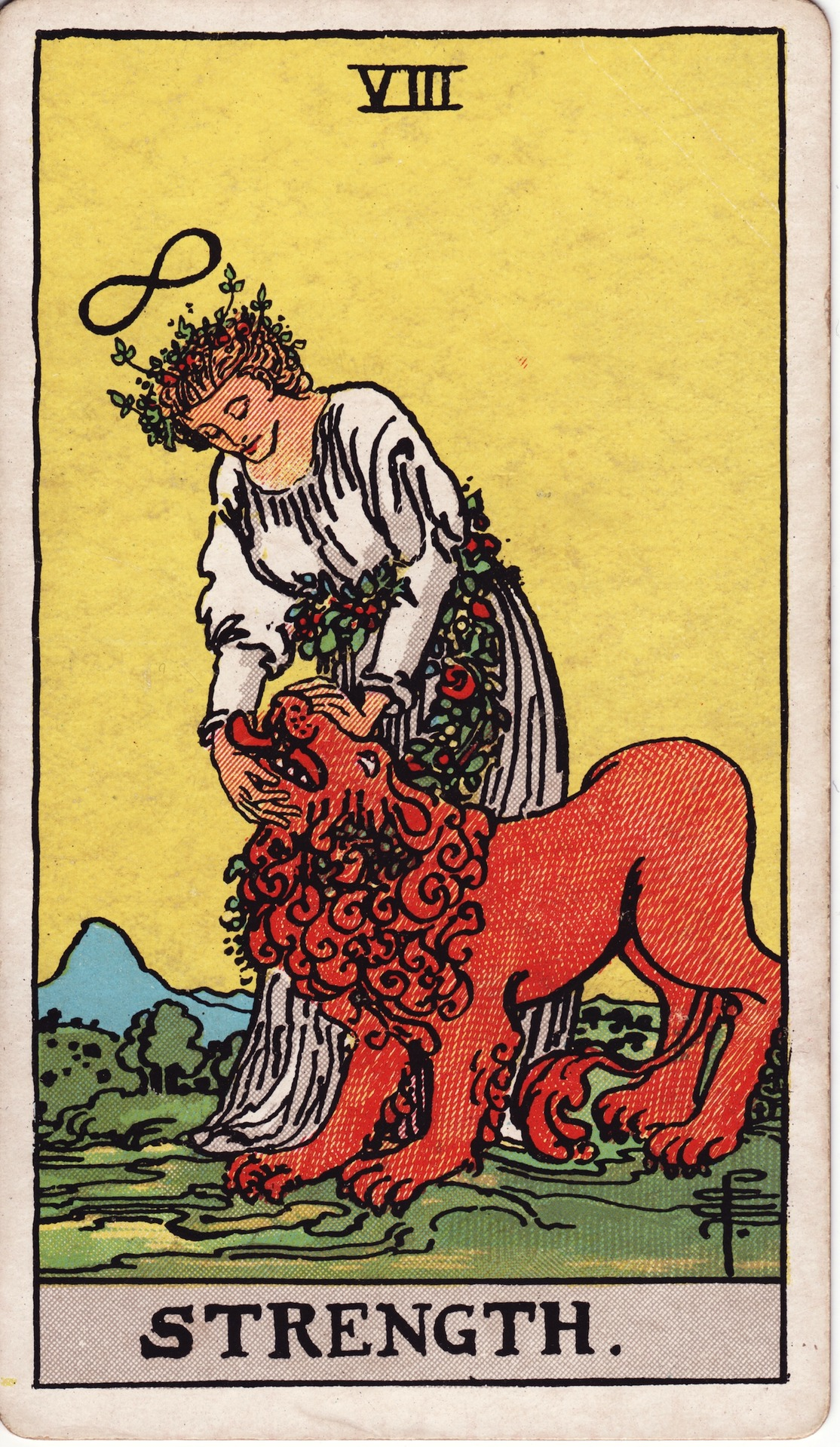
ウェイト版タロットの力（カード番号「8」）

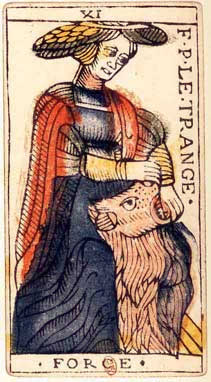
マルセイユ版タロットの力（カード番号「11」）

力（ちから、英: Strength、仏: La Force）は、タロットの大アルカナに属するカードの1枚。剛毅（ごうき）・力量（りきりょう）・力士（りきし）とも呼ばれる。英語ではかつてFortitudeと呼ばれていた。

## カード番号
カード番号はマルセイユ版など伝統的なデッキでは「11」となっている。アーサー・エドワード・ウェイトは、「黄金の夜明け団」の教義による西洋占星術との関連（このカードを獅子宮と対応させる説）から、カードの数字を「正義」と入れ替えるという大胆な変更を行った。以来、ウェイト版を始めとする黄金の夜明け団系統のデッキでは「8」とされる。その為、現在では2系統のデッキが存在することになり、今なお「正義」と共にタロット研究者の間で議論のある1枚である（カード番号の差し替えが起こった由来の詳細は「タロット」の項や「大アルカナ」の項を参照。）。

### 前後のカード
マルセイユ版
前：10 運命の輪、次：12 吊された男
ウェイト版
前：7 戦車、次：9 隠者

## カードの意味
正位置の意味
力量の大きさ、強固な意志、不撓不屈、理性、自制、実行力、知恵、勇気、冷静、持久戦、潜在能力の引き出し、成熟、自己理解、忍耐、慈愛、崇高な愛。
逆位置の意味
甘え、引っ込み思案、無気力、人任せ、優柔不断、権勢を振るう、卑下、わがまま、自己評価の低さ。
アーサー・エドワード・ウェイトのタロット図解における解説では「力・勇気・寛大・名誉」を意味するとされる。

## カバラとの関係
ヘブライ文字はテット（ט）、ただし複数の異説がある。「黄金の夜明け団」の説ではケセドとゲブラーのセフィラを結合する経に関連付けられている。

## 占星術との関係
以下のような諸説がある。
- 星座：白羊宮説、獅子宮説、「獅子宮＋処女宮」説[1]、宝瓶宮説
- 惑星：太陽説[2]、金星説、火星説、海王星説

## 寓意画の解釈
全体の構図としては、女性がライオンの口を押さえ（ロマンス語諸語で、「力」は女性名詞である）、女性の頭上には1番の「魔術師」と同じく「∞」のマーク（マルセイユ版では「∞」を象った帽子）が描かれている等、マルセイユ版もウェイト版も大きな違いは無い。
マルセイユ版の数列では1～9までの精神世界の領域が10番の「運命の輪」によって一度区切られ、11～20の現実世界の領域に入ったことを表している。故に1と11にそれぞれ始まりにして未知の可能性を暗示する∞が一つずつ、21番の「世界」にはその2つの世界の統合を表すように2つの∞が描かれている。
力のカードは、「汝自身を知れ」という格言を表現している。
人物は「人間の女性」である。特にマルセイユ版に描かれる女性は、玉座に鎮座する女神や神的イメージでないことが、女性の服装が中世ヨーロッパの一般的な庶民の衣服であることに示されている。しかし、この女性がただ者でないことは頭部の帽子（∞）に表されており、彼女は自らの神性を悟っている。同様の帽子をかぶる「魔術師（奇術師）」が、両手にコインやステッキを持っているのに対し、この女性は素手である。つまり「魔術師」が備えていた奇跡的な“力”は、「力」ではステッキ等の道具を用いるのではなくこの女性の「手」に備えられていることを表し、「魔術師」のそれに比べ、より人間的、直接的であることを示している。
また、カードに描かれるライオンは「本能」（特に人間の動物的本能）と結びつけて解釈される。「愚者」のカードにも犬が登場したが、この「力」ではより凶暴なライオンとして登場し無視できない存在として描かれている。このことは象徴学的に、精神における人間的な本性が自身の動物的な本性と直面することが出来るようになったことを示し、同時に心理学的に、無意識として手なずけられない状態にある力を自我意識が直接取り扱うことは出来ず、二つの側面を関係づけるのは女性による仲介が必要であることを表している。
ちなみに女性がライオンの“口”に手を向けていることに関しては、様々な説があり統一が成されていない。口を開けようとしている、閉じようとしている、或いはその両方であり見る者の状況に応じてどちらとも採れるように描かれている、単純にライオンの肝（或いは“何か”）を取り出しエリクサーの材料にしようとしている等、多岐にわたる。